# Peter Neumann (Fußballspieler, 1955)
Peter Neumann (* 13. Juni 1955) ist ein ehemaliger Fußballspieler aus der DDR.

## Sportlicher Werdegang
Peter Neumann absolvierte 1975 drei Spiele für den in der zweithöchsten Spielklasse der DDR, der DDR-Liga, spielberechtigten F.C. Hansa Rostock. Unter Hansa-Trainer Helmut Hergesell debütierte er am 31. August 1975 während des Heimspiels am 1. Spieltag der Saison 1975/76 im Ostseestadion gegen die TSG Wismar (5:1), als er in der 46. Spielminute für Christian Radtke eingewechselt wurde. Sein zweiter Einsatz für Rostocks 1. Herrenmannschaft datiert auf den 21. September 1975 im Spiel gegen die BSG Post Neubrandenburg (3:1). Auch an jenem Tag wurde Neumann eingewechselt, diesmal für Helmut Schühler und das schon in der 26. Minute. Am 4. Oktober 1975, im Spiel am 5. Spieltag gegen die BSG Lokomotive Bergen (5:2), lief er ein letztes Mal für Hansa auf. Neumann stand in der Startelf und spielte über die volle Distanz. Weitere Einsätze für die Rostocker, die am Ende der Saison in die DDR-Oberliga aufstiegen, blieben Peter Neumann vergönnt.